# Trude-Herr-Gesamtschule
Die Trude-Herr-Gesamtschule (THG) in Köln-Mülheim ist eine inklusive Gesamtschule mit den Sekundarstufen I und II. Die Schule bietet verschiedene Leistungsstufen, Unterrichtsformen und Lernzeiten sowie  Fördermaßnahmen, insbesondere im Bereich der musischen Bildung (EMSA) und der Sprachförderung (QuisS). Die Schule ist seit 2019 Talentschule des Landes NRW und seit 2018 auch Schule ohne Rassismus – Schule mit Courage. Die THG legt Wert auf die Berufswahlorientierung und bietet ein Programm dazu an. Kooperationen bestehen mit der Katholischen Jugendagentur (KJA) sowie der Rheinischen Musikschule und der Hochschule für Musik und Tanz Köln.

## Geschichte
Im Schuljahr 2011/2012 begannen in Köln zwei der drei beantragten Gemeinschaftsschulen das längere gemeinsame Lernen: die Ferdinandstraße 43 in Mülheim und die Wuppertaler Straße 19 in Buchheim. Beide Schulen erhielten eine Genehmigung des Landesministeriums für Schule und Weiterbildung NRW, um das neue Konzept zu erproben. Im August 2014 wurden sie zur Gesamtschule unter dem Namen „11. Gesamtschule Köln-Mülheim“ zusammengeführt.
Im August 2016 zog der Standort Wuppertaler Straße an den Rendsburger Platz um. Im Februar 2019 nahm die Schule an dem vom Schulministerium NRW durchgeführten Schulversuch Talentschulen teil, bei dem erprobt werden soll, wie Bildungserfolg „unabhängig von der sozialen Herkunft gelingen kann“.
Im Juni 2020 absolvierte die erste Abiturklasse der Schule ihre Prüfungen. Im August 2020 genehmigte die Stadt Köln schließlich eine Namensänderung von „11. Gesamtschule“ zu Trude-Herr-Gesamtschule. Die Namengebung erfolgte zu Ehren der deutschen Sängerin Trude Herr, die aus dem Stadtteil Mülheim stammte.

## Namensgeberin
Trude Herr war eine Kölner Schauspielerin und Sängerin, die auch durch Lieder wie Ich will keine Schokolade und Niemals geht man so ganz bekannt geworden ist. Mit ihrem unverwechselbaren Kölsch und ihrem Engagement für soziale Gerechtigkeit hat sie bis heute Vorbildcharakter; betont wurde die Bodenständigkeit, der zur Schule passe, und die Verbindung zum musikalischen Angebot der Schule. Trude Herr hatte einen engen Bezug zu Köln-Mülheim, wo sie aufwuchs.

## Architektur und die beiden Standorte
Die Schule verteilt sich auf zwei Standorte: Die Jahrgänge 5 bis 8 lernen gemeinsam an der Ferdinandstraße, die Jahrgänge 9 bis 13 am Rendsburger Platz.

### Ferdinandstraße
Der Neubau an der Ferdinandstraße bietet den Schülern nach der Umgestaltung zwei Bereiche zur Verfügung. Der nördliche geschlossene Schulhof ist Verteilerfläche für die angrenzenden Gebäude, während der südliche Schulhof eine großzügige Bewegungsfläche für die Schüler bietet.

### Rendsburger Platz
Im südlichen Bereich des Stadtparks Köln-Mülheim wurde der Gebäudekomplex aus einer Gesamtschule, einer kleinen und einer großen neuen Turnhalle, einer Kindertagesstätte und einer Jugendeinrichtung errichtet. Alle Bereiche sind autark und unabhängig in ihrer Funktion, bilden jedoch gemeinsam ein städtebauliches und architektonisch zusammenhängendes Gebilde. Die Klassentrakte der Gesamtschule bilden kompakte Seitenbaukörper, die von einer zweigeschossigen Verwaltung in der Form eines kleinen Schiffes verbunden sind. Die helle leichte Stahlglas-Architektur ist einladend und offen für die Bevölkerung der Stadt Köln. Die neue Einzel-Turnhalle fügt sich städtebaulich in die gleiche Flucht mit der vorhandenen Turnhalle ein und bildet mit ihren Nebenräumen und der offenen Pausenhalle einen natürlichen Abschluss des Schulhofes in Richtung Nordwesten.

## Pädagogische Schwerpunkte
Die THG ist eine Gesamtschule, die alle Leistungsstufen vereint. Der Unterricht berücksichtigt die verschiedenen Bedürfnisse der Schüler von inklusiven bis zu gymnasialen Leistungsniveaus durch ein  System von E- und G-Kursen, Wahl-Pflichtkursen und AGs. Es gibt auch differenzierende Unterrichtsformen und Lernzeiten sowie eine systematische und konsequente Förderung selbständigen Lernens. Die Schule bietet  Fördermaßnahmen an, wie zum Beispiel zur Rechtschreibung oder zur Selbstorganisation und Methodik, verstärkt durch Kooperationen mit dem IB („Rückenwind“ / „Wegeplanung“). Regelmäßige Projekte, die nach Schwerpunktthemen organisiert sind und klassenübergreifend durchgeführt werden, gehören ebenfalls zum Schulprofil.

### Fächer
In der Sekundarstufe 1 werden die Schülerinnen und Schüler neben den klassischen Fächern auch besondere Fächer wie Türkisch, Hauswirtschaft, Spanisch, Technik, Informatik, Darstellen & Gestalten sowie Naturwissenschaften und Französisch unterrichtet. In der Sekundarstufe 2 werden besondere Fächer wie Französisch, Spanisch, Literatur, Pädagogik, Philosophie, Sozialwissenschaften, Vertiefungskurse in Mathematik, Englisch und Deutsch sowie Projektkurse ergänzt. Die Schülerinnen und Schüler haben somit die Möglichkeit, ihre Kenntnisse in verschiedenen Bereichen zu vertiefen und ihre Interessen zu verfolgen.

### Musikalisches Angebot
Die THG setzt auf eine musikalische Bildung und ist seit 2019  eine Talentschule des Landes NRW. In Kooperation mit der Rheinischen Musikschule und der Hochschule für Musik und Tanz, Köln bietet die Schule EMSA – „Eine Musik(schule) für Alle“ an. EMSA bietet ein Angebot, das alle interessierten Schüler erreichen soll, darunter individueller Instrumentalunterricht, Vocal Break, EMSA-Konzerte und Literaturoper.

### Sprachliches Angebot
Auch die Sprachförderung hat einen hohen Stellenwert an der THG. Die Schule ist Teil des landesweiten Netzwerks QuisS und bietet  Sprachfördermaßnahmen an, um alle Schüler auf ein hohes sprachliches Niveau zu bringen.

## Soziales und ökologisches Engagement
Die Schule legt Wert auf ein friedliches Miteinander und ein soziales und ökologisches Engagement. Seit 2018 ist die THG „Schule ohne Rassismus – Schule mit Courage“. Alle Schüler und Lehrer haben sich freiwillig verpflichtet, im sozialen Gefüge der Schule besonders auf Vorurteile und Fremdenhass zu achten und gegen jede Art von Ausgrenzung zusammenzuhalten und vorzugehen. Zusätzlich engagiert sich die THG als „gesunde Schule“ auch im ökologischen Bereich, indem sie einen Schulgarten betreibt, Müllsammelaktionen durchführt und einen Schülerkiosk betreibt, der Produkte aus ökologischem Anbau anbietet.

## Kooperationen
Die Trude-Herr-Gesamtschule in Köln-Mülheim arbeitet eng mit verschiedenen Kooperationspartnern zusammen, um den Schülerinnen und Schülern eine umfassende Bildung und Unterstützung in verschiedenen Bereichen zu bieten.

### Musikalischer Bereich
- Hochschule für Musik Köln
- Landesverband der Musikschulen in NRW
- Stiftung LebenMülheim
- Rheinische Musikschule Köln

### Berufswahlorientierung
- Bundesagentur für Arbeit
- Kolping-Bildungswerk Köln
- Internationaler Bund
- Berufsinformationszentrum
- Dentallabor
- Handwerkerinnenhaus Köln e. V.
- IN VIA – Katholischer Verband für Mädchen- und Frauensozialarbeit Köln e. V.

### Sonstige Partner
- KJA Köln
- Schokoladenmuseum Köln
- Katholische Beratungsstelle für Eltern, Kinder und Jugendliche Erziehungs- und Familienberatung